# Carlo Caiado
Carlo Ferreira de Caiado Castro, mais conhecido como Carlo Caiado (Goiânia, 9 de janeiro de 1981), é um político brasileiro filiado ao Partido Social Democrático. Atualmente é o presidente da Câmara de Vereadores da cidade do Rio de Janeiro e foi deputado estadual por um breve período.

## Biografia
Foi eleito vereador do Rio de Janeiro para a legislatura 2013-2016 e posteriormente reeleito para a legislatura 2017-2020, com 28.122 votos, um aumento de 12.974 votos em relação à votação anterior. Nas eleições de 2024 foi reeleito vereador pela terceira vez consecutiva, dessa vez com 47.671 votos, um aumento de 19.549 em relação à votação anterior. Em 1° de janeiro de 2025 foi reeleito presidente da Câmara dos Vereadores do Rio, em chapa única junto à Mesa Diretora, uma eleição unânime de 51 votos a 0.
Nas eleições de 2018 foi candidato a deputado estadual. Inicialmente foi considerado eleito, mas houve uma mudança no cálculo do quociente eleitoral. A candidatura de Rubens Bomtempo, do PSB, que havia sido indeferida pelo TRE com base na Lei da Ficha Limpa, acabou sendo deferida pelo TSE. Com isso o PSB teve direito a mais uma vaga, e o DEM, partido de Carlo Caiado, que teria direito a seis cadeiras, passou a ter apenas cinco, de modo que ele, o sexto mais votado do partido, perdeu a vaga de deputado para Renan Ferreirinha.
Posteriormente, assumiu a cadeira de deputado com a prisão de André Corrêa.

É irmão do deputado estadual pelo Rio Claudio Caiado e primo do atual governador de Goiás, Ronaldo Caiado.